# Johann Gottfried Galle
Johann Gottfried Galle (n. 9 iunie 1812, Radis - d. 10 iulie 1910, Potsdam) a fost un astronom german. Galle a studiat la Universitatea din Berlin în perioada 1830-33. Asistat de studentul Heinrich Louis d'Arrest, a fost prima persoană din lume care a văzut în cunoștință de cauză planeta Neptun, pe 23 septembrie 1846. El a folosit calculele lui Urbain Le Verrier pentru a ști unde să se uite.

## Carieră
Din 1835 și până în 1851, Galle a lucrat la Observatorul din Berlin ca adjunct al directorului Johann Franz Encke. În 1851 a devenit profesor de astronomie și director al Observatorului Breslau (acum în Wrocław, Polonia). Galle a ocupat funcția de director până în 1897. 
În septembrie 1846, Galle a primit de la Urbain Le Verrier, directorul Observatorului din Paris, calculele acestuia privind poziția probabilă a unei noi planete. În termen de o oră de la începerea căutărilor, Galle și colegul său Heinrich d'Arrest (1822-1875) au descoperit astrul Neptun la mai puțin de 1° față de poziția calculată de Le Verrier.
Johann Gottfried Galle a a studiat Inelele lui Saturn și a fost primul care a descoperit inelul C (așa-numitul inel Crêpe), un inel interior din jurul Saturnului, în anul 1838. Galle a sugerat și o metodă, dovedită ulterior corectă, de măsurare a scalei sistemului solar prin observarea paralaxei asteroizilor. El a aplicat această metodă pentru prima dată la asteroidul Flora, în 1873.
De-a lungul carierei sale el a studiat cometele, iar în 1894 (cu ajutorul fiului său, Andreas Galle) a publicat o listă cu 414 comete. El însuși descoperise anterior trei comete, în scurtul interval dintre 2 decembrie 1839 și 6 martie 1840. 
Galle a murit la Potsdam, la venerabila vârstă de 98 de ani.